# Copa da Escócia de 2009–10
A Copa da Escócia de 2009-10 foi a 125º edição do torneio mais antigo do futebol da Escócia. O campeão foi o Dundee United F.C., que conquistou seu 2º título na história da competição ao vencer a final contra o Ross County F.C., pelo placar de 3 a 0.

## Premiação
| Copa da Escócia de 2009-10             |
| Escócia                                |
| -------------------------------------- |
| Dundee United F.C. Campeão (2º título) |